# Nephelomys
Nephelomys is een geslacht van knaagdieren uit de Oryzomyini dat voorkomt in de bergregenwouden van Latijns-Amerika, van Costa Rica tot Venezuela en Bolivia. Ze leven op 900 tot 3500 m hoogte. De soorten van dit geslacht worden traditioneel in Oryzomys geplaatst, maar recent onderzoek wijst uit dat de soorten van dit geslacht niet nauw verwant zijn aan Oryzomys zelf, maar aan een aantal andere geslachten (Clade B, zie rijstratten), en daarbinnen aan Hylaeamys en in het bijzonder Transandinomys.

## Kenmerken
De rugvacht is geelbruin, de buikvacht is variabel van kleur. De oren zijn klein. Zoals bij veel rijstratten beginnen de klauwen bij een pluk haren. De staart is lang.

## Indeling
De taxonomie binnen deze groep is lang onduidelijk geweest. In bepaalde classificaties werden alle soorten binnen de ene soort Oryzomys albigularis geplaatst, maar door later onderzoek zijn steeds meer soorten erkend. De verspreidingen van alle soorten zijn echter niet volledig gepubliceerd. Er zijn veertien soorten:
- Nephelomys albigularis
- Nephelomys auriventer
- Nephelomys caracolus
- Nephelomys childi
- Nephelomys devius
- Nephelomys keaysi
- Nephelomys levipes
- Nephelomys maculiventer
- Nephelomys meridensis
- Nephelomys moerex
- Nephelomys nimbosus
- Nephelomys pectoralis
- Nephelomys pirrensis
- Nephelomys ricardopalmai

Aegialomys · Amphinectomys · Casiomys · Cerradomys · Drymoreomys · Eremoryzomys · Euryoryzomys · Handleyomys · Holochilus · Hylaeamys · Lundomys · Megalomys · Megaoryzomys · Melanomys · Microakodontomys · Microryzomys · Mindomys · Neacomys · Nectomys · Nephelomys · Nesoryzomys · Noronhomys · Oecomys · Oligoryzomys · Oreoryzomys · Oryzomys · Pattonimus · Pennatomys † · Pseudoryzomys · Scolomys · Sigmodontomys · Sooretamys · Tanyuromys · Transandinomys · Zygodontomys